# Darren Stewart
Darren Springer-Stewart, född 30 december 1990 i London, är en brittisk MMA-utövare som sedan 2016 tävlar i organisationen Ultimate Fighting Championship.

## Tävlingsfacit
| Resultat   | Facit    | Motståndare               | Metod                         | Evenemang                                  | Datum             | Rond | Tid  | Plats                  | Notering                                                              |
| ---------- | -------- | ------------------------- | ----------------------------- | ------------------------------------------ | ----------------- | ---- | ---- | ---------------------- | --------------------------------------------------------------------- |
| Vinst      | 1–0      | Michael Revenscroft (ENG) | TKO (armbågar)                | Cage Warriors 69                           | 7 juni 2014       | 1    | 1:23 | London, England        |                                                                       |
| Vinst      | 2–0      | Pelu Adetola (ENG)        | TKO (knän)                    | Cage Warriors 74                           | 15 november 2014  | 1    | 2:24 | London, England        |                                                                       |
| Vinst      | 3–0      | Lloyd Clarkson (ENG)      | Domslut (enhälligt)           | WFS 3                                      | 23 maj 2015       | 3    | 5:00 | London, England        |                                                                       |
| Vinst      | 4–0      | Carl Kinslow (ENG)        | KO (knä)                      | Killacam 8                                 | 4 juli 2015       | 1    | 4:56 | Margate, Kent, England | Vann titeln i lätt tungvikt.                                          |
| Vinst      | 5–0      | Grégory Pierre (FRA)      | Domslut (enhälligt)           | Killacam 9                                 | 25 december 2015  | 3    | 5:00 | Margate, Kent, England | Försvarade titeln i lätt tungvikt.                                    |
| Vinst      | 6–0      | James Hurrell (ENG)       | TKO (slag)                    | Cage Warriors 75                           | 15 april 2016     | 1    | 0:37 | London, England        |                                                                       |
| Vinst      | 7–0      | Boubacar Balde (FRA)      | TKO (slag)                    | Cage Warriors 77                           | 8 juli 2016       | 3    | 1:28 | London, England        |                                                                       |
| NC         | 7–0 (1)  | Francimar Barroso (BRA)   | No contest                    | UFC Fight Night: Bader vs. Nogueira 2      | 19 november 2016  | 1    | 1:34 | São Paulo, Brasilien   | TKO-vinst för Stewart, men ändrat till NC p.g.a. oavsiktlig skallning |
| Förlust    | 7–1 (1)  | Francimar Barroso (BRA)   | Domslut (enhälligt)           | UFC Fight Night: Manuwa vs. Anderson       | 18 mars 2017      | 3    | 5:00 | London, England        |                                                                       |
| Förlust    | 7–2 (1)  | Karl Roberson (USA)       | Submission (rear-naked)       | UFC Fight Night: Poirier vs. Pettis        | 11 november 2017  | 1    | 3:41 | Norfolk, VA, USA       | Mellanviktsdebut                                                      |
| Förlust    | 7–3 (1)  | Julian Marquez (USA)      | Submission (giljotin)         | UFC on Fox: Lawler vs. dos Anjos           | 16 december 2017  | 2    | 2:42 | Winnipeg, Kanada       | Fight of the Night                                                    |
| Vinst      | 8–3 (1)  | Eric Spicely (USA)        | TKO (slag)                    | UFC Fight Night: Thompson vs. Till         | 27 maj 2018       | 2    | 1:47 | Liverpool, England     | Performance of the Night                                              |
| Vinst      | 9–3 (1)  | Charles Byrd (USA)        | TKO (armbågar och slag)       | UFC 228                                    | 8 september 2018  | 2    | 2:17 | Dallas, TX, USA        |                                                                       |
| Förlust    | 9-4 (1)  | Edmen Shahbazyan (USA)    | Domslut (delat)               | The Ultimate Fighter: Heavy Hitters Finale | 30 november 2018  | 3    | 5:00 | Las Vegas, NV, USA     |                                                                       |
| Vinst      | 10-4 (1) | Bevon Lewis (USA)         | Domslut (enhälligt)           | UFC 238                                    | 8 juni 2019       | 3    | 5:00 | Chicago, IL, USA       |                                                                       |
| Vinst      | 11-4 (1) | Deron Winn (USA)          | Domslut (delat)               | UFC on ESPN: Reyes vs. Weidman             | 18 oktober 2019   | 3    | 5:00 | Boston, MA, USA        |                                                                       |
| Förlust    | 11-5 (1) | Bartosz Fabiński (POL)    | Domslut (enhälligt)           | Cage Warriors 113                          | 20 mars 2020      | 3    | 5:00 | Manchester, England    |                                                                       |
| Vinst      | 12-5 (1) | Maki Pitolo (USA)         | Submission (giljotin)         | UFC Fight Night: Lewis vs. Oleinik         | 8 augusti 2020    | 1    | 3:41 | Las Vegas, NV, USA     | Performance of the Night                                              |
| Förlust    | 12-6 (1) | Kevin Holland (USA)       | Domslut (giljotin)            | UFC Fight Night: Covington vs. Woodley     | 19 september 2020 | 3    | 5:00 | Las Vegas, NV, USA     |                                                                       |
| No Contest | 12-6 (2) | Eryk Anders (USA)         | No Contest (regelvidrigt knä) | UFC Fight Night: Edwards vs. Muhammad      | 13 mars 2021      | 1    | 4:37 | Las Vegas, NV, USA     |                                                                       |
| Förlust    | 12-7 (2) | Eryk Anders (USA)         | Domslut (enhälligt)           | UFC 263                                    | 12 juni 2021      | 3    | 5:00 | Glendale, AZ, USA      |                                                                       |